# Eudi
Eudis (né le 5 août 1983 à Rio de Janeiro) est un footballeur brésilien. Il évolue au poste d'attaquant.
Eudis a joué un match en Ligue des champions sous les couleurs du FC Zurich.

## Carrière
- Avant 2003 : Atlético Paranaense -  Brésil
- 2003-2005 : Yverdon-Sport FC -  Suisse
- 2005-2006 : FC Lausanne-Sport -  Suisse
- 2006-2008 : FC Zurich -  Suisse
- 2008-2009 : BSC Young Boys -  Suisse
- Depuis 2009 : Servette FC -  Suisse[1],[2]

## Palmarès
- Champion de Suisse en 2007 avec le FC Zurich
- Champion de Suisse de D2 en 2005 avec l'Yverdon-Sport FC
- Promotion en Super league en 2011 avec le Servette FC